# Eska Music Awards 2012
Eska Music Awards 2012 – jedenasta gala rozdania nagród Eska Music Awards, która odbyła się 20 lipca 2012 w Kołobrzegu.
Gala była nadawana na żywo na antenie TVP2. Była to ostatnia gala nadana na TVP2, jednak nie ostatnia w TVP, ponieważ w następnym roku emisję przesunięto do TVP1. Galę poprowadzili Joanna Koroniewska i Krzysztof „Jankes” Jankowski.

## Nominacje
| Najlepsza artystka | Najlepszy artysta                                                                     |
| --- | ------------------------------------------------------------------------------------- |
| - Sylwia Grzeszczak - Ewa Farna - Jula | - Robert M - Mrozu - Sebastian Karpiel-Bułecka                                        |
| Najlepszy zespół | Najlepszy album                                                                       |
| - Enej - Bracia - Zakopower | - Sylwia Grzeszczak – Sen o przyszłości - Ewa Farna – Live - Yugopolis – Yugopolis 2  |
| Najlepszy hit | Najlepsze video w ESKA.TV                                                             |
| - Enej – „Skrzydlate ręce” - Jula – „Za każdym razem” - Sylwia Grzeszczak – „Małe rzeczy”                                                                                           | - Sylwia Grzeszczak – „Sen o przyszłości” - Jamal – „Defto” - Mrozu – „Rollercoaster” |
| Najlepszy debiut | Najlepszy artysta na ESKA.PL                                                          |
| - Jula - Alexandra - Loka | - Jula - Jamal - Robert M                                                             |
| Hit lata | Najlepszy artysta – Świat                                                             |
| - Rafał Brzozowski – „Tak blisko” - Panetoz – „Dansa Pausa - Loka – „Prawdziwe powietrze” - Robert M feat. Jai Matt – „Kiss the Sky” - Remady feat. Manu-L, J Son – „Single Ladies” | - David Guetta                                                                        |

## Wystąpili
- Aura Dione feat. Rock Mafia – „Friends”
- Oceana – „Endless Summer”
- Panetoz – „Dansa Pausa”
- Remady feat. Manu-L, J Son – „Single Ladies”
- Sophie Ellis-Bextor – „Not Giving Up on Love”
- Ewa Jach – „A Tribute to David Guetta”
- Robert M feat. Jai Matt – „Kiss the Sky”
- Jula – „Za każdym razem”
- Bracia – „Nad przepaścią”
- Ewa Farna – „Nie przegap”
- Sylwia Grzeszczak – „Karuzela” i „Małe rzeczy”
- Enej – „Skrzydlate ręce”
- Rafał Brzozowski – „Tak blisko”
- Loka – „Prawdziwe powietrze”